# Dilobopterus hyalinatula
Dilobopterus hyalinatula är en insektsart som först beskrevs av Henry Fairfield Osborn 1926.  Dilobopterus hyalinatula ingår i släktet Dilobopterus och familjen dvärgstritar. Inga underarter finns listade i Catalogue of Life.